# 中島和也
中島 和也（なかじま かずや、1963年12月15日 - ）は、群馬県出身のプロゴルファー。
兄は中嶋常幸、妹は中島恵利華。

## 経歴
実父の中島巌に2歳の時からゴルフの手ほどきを受け、早くから頭角を表すと、厳しい練習の甲斐あってジュニア、アマチュア時代は数々のタイトルを獲得し日本代表としても活躍。
1986年にはハワイパールオープンのアマチュア部門を74、70、67、5アンダーの好成績で優勝し、兄の常幸が優勝した美津濃オープンではベストアマを獲得。
その後はプロテストにトップ合格を果たし、1988年にはハワイパールオープンで文山義夫・中尾豊健と並んでの7位タイに入り、帰国後には開幕第1戦の第一不動産カップでいきなり優勝。デビュー戦勝利という史上初の出来事であったが、その直後からスランプに落ち、「プロのスウィングではない」と酷評される。ティグラウンド脇のギャラリーにライナーで打ち込んだことも再三で、「和也を見るのは命がけ」と揶揄されたこともあった。体の故障もあったが、スウィングイップスが不調の主な原因で、最後にはテークバックさえ上がらなくなった。
1991年から1995年にかけてはアメリカミニツアーを転戦しながら、ゴルフ倶楽部運営等を学ぶ。その内に巌が始めたゴルフ場造成に関わるようになり、現在は東松苑ゴルフ倶楽部、五浦庭園カントリークラブなどでの経営者職、レッスンも行う傍ら、2010年に就任した日本ゴルフツアー機構ディレクターやプロトーナメント競技委員としても活躍。

## 主な優勝
- 1988年 - 第一不動産カップ